# Lagunen Storsenter

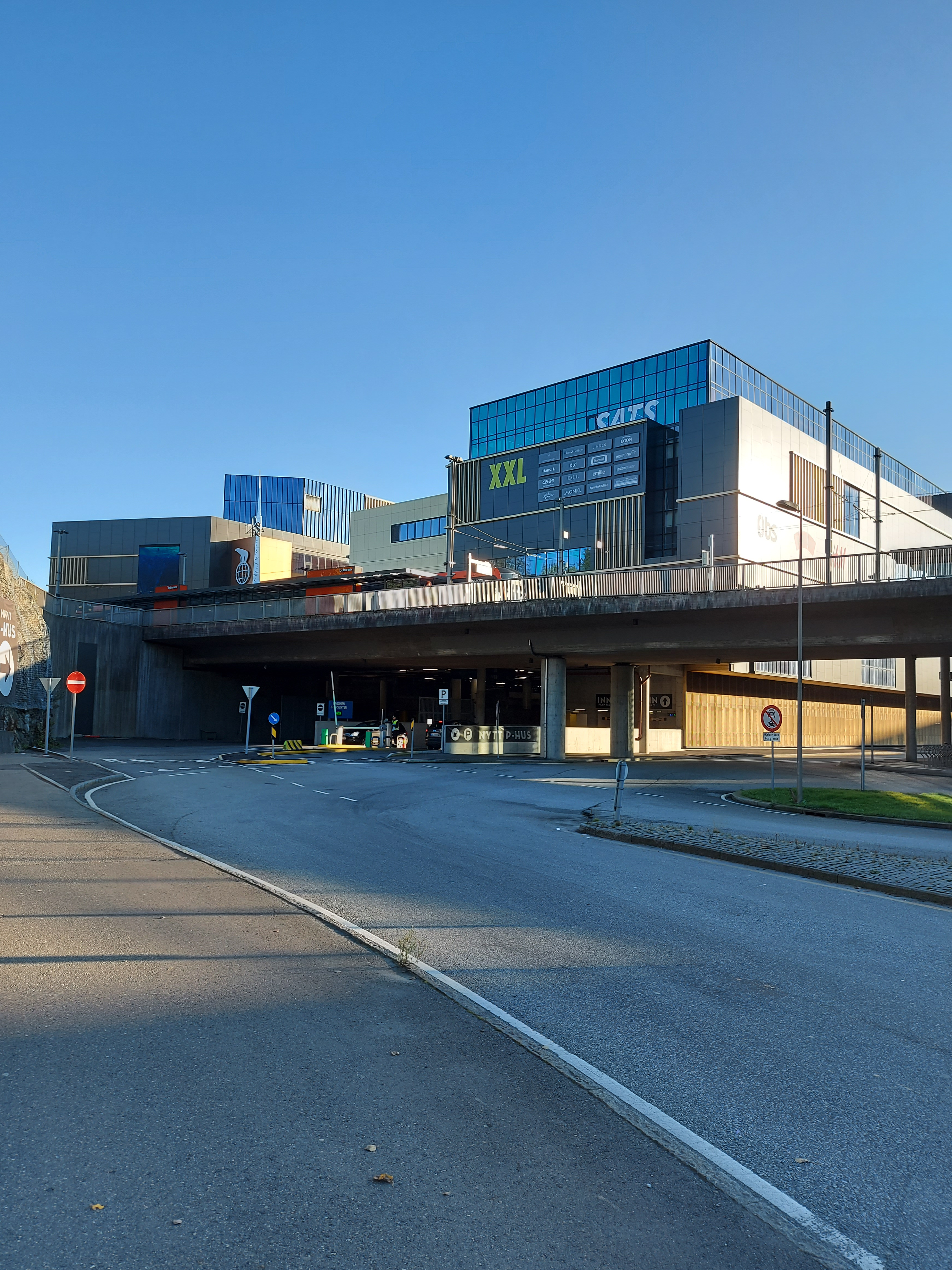
Lagunen Storsenter

Lagunen Storsenter i Bergen är Norges största köpcentrum, med en omsättning på 2,3 miljarder norska kronor (2006). Det invigdes 1985 och har fler än 135 butiker.